# Ministerio de Guerra (Reino de Baviera)

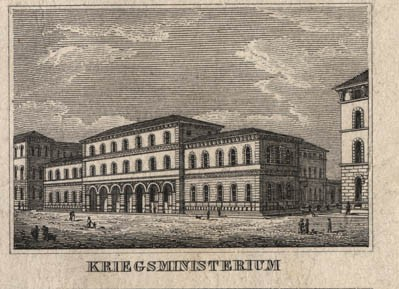
Ministerio de Guerra Bávaro en Múnich, 1833.

El Ministerio de Guerra (en alemán: Kriegsministerium) fue un ministerio de asuntos militares del Reino de Baviera, fundado como Ministerium des Kriegswesens el 1 de octubre de 1808 por el rey Maximiliano I José de Baviera. Fue localizado en la Ludwigstraße en Múnich. En la actualidad el edificio, construido por Leo von Klenze entre 1824 y 1830, alberga la oficina de registro público bávara, Bayerisches Hauptstaatsarchiv und Staatsarchiv München.

## Historia
El ministerio era la institución sucesora del Hofkriegsrat real bávaro (consejo de guerra de la corte, fundado en 1620) y de las siguientes instituciones responsables del ejército:
- Oberkriegskollegium (alto consejo de guerra, después de 1799)
- Kriegsjustizrat und Kriegsökonomierat (consejo de justicia de guerra y consejo económico de guerra, después de 1801)
- Geheimes Kriegsbureau (oficina privada de guerra, después de 1804)

El nombre del Ministerium des Kriegswesens cambió a Staatsministerium der Armee en 1817, y finalmente a Kriegsministerium en 1825.
Entre 1801 y 1817, el propio rey Maximiliano I José de Baviera tomó el mando enteramente del Ejército bávaro. En 1817 el General von Triva fue hecho el verdadero jefe del Ministerio por él, pero la administración de justicia y economía del ejército formaban parte del Oberadministrativkollegium y del Generallazarettinspektion. En 1822 Maximiliano I asignó al General von Wrede como comandante en jefe del ejército, y el Staatsministerium der Armee también se hizo responsable de la administración de justicia y economía. Después de 1829 las tareas y responsabilidades del mando supremo del ejército (Oberkommando, entre 1822 y 1829) fueron transferidas al Ministro de Guerra, de tal modo que era adicionalmente comandante en jefe del ejército. Después de adquirir el mando del ejército, el ministro de guerra bávaro tenía responsabilidades más extensas comparado con ministros de otros países, como el Ministro de Guerra Prusiano. Después del colapso del reino bávaro en 1918, el Kriegsministerium fue remplazado por Ministerium für militärische Angelegenheiten (ministerio de asuntos militares).
Debido a la Constitución de Weimar, a partir de 1919 el Ministerio de Transportes Bávaro y el Ministerio de Asuntos Militares fueron abolidos. El antiguo archivo del ministerio, que había sido fundado en 1885, se convirtió en una sección del Bayerisches Hauptstaatsarchiv und Staatsarchiv München. Las tropas militares de Baviera se subordinaron al Reichswehr, que estaba bajo el mando del Reichspräsident. A partir de entonces, el Ministerio de Guerra fue remplazado por el Reichswehrbefehlsstelle Bayern (Oficina de mando del Reichswehr de Baviera) hasta septiembre de 1919.

## Ministros
| Nombre | Inicio de mandato        | Fin de mandato           | Notas |
| --- | ------------------------ | ------------------------ | --- |
| GdA Johann Nepomuk Graf von Triva (1755-1827)                                                                          | 27 de marzo de 1808      | 30 de septiembre de 1822 | hasta 1814: Minister-Staatssekretär im Kriegswesen (ministro secretario de estado de guerra) 1814 a 1817: Dirigierender Minister des Kriegswesens (ministro director de guerr) desde 1817: Staatsminister der Armee (ministro de estado del ejército) |
| TG Nikolaus Graf von Maillot de la Treille (1774-1834)                                                                 | 30 de septiembre de 1822 | 31 de eneor de 1829      | hasta 1826: Staatsminister der Armee desde 1826: Kriegsminister (ministro de guerra) |
| TG Georg von Weinrich (1768-1836)                                                                                      | 31 de enero de 1829      | 12 de diciembre de 1836  | |
| TG Franz Xaver Frhr. von Hertling (1780-1844)                                                                          | 12 de diciembre de 1836  | 1 de noviembre de 1838   | |
| MG Albrecht Besserer Frhr. von Thalfingen (1787-1839)                                                                  | 1 de noviembre de 1838   | 28 de enero de 1839      | (en funciones) |
| TG Friedrich Frhr. von Hertling (1781-1850)                                                                            | 28 de enero de 1839      | 9 de junio de 1839       | (en funciones) |
| MG Anton Frhr. von Gumppenberg (1787-1855)                                                                             | 9 de junio de 1839       | 1 de marzo de 1847       | |
| MG Leonhard Frhr. von Hohenhausen (1788-1872)                                                                          | 1 de marzo de 1847       | 1 de febrero de 1848     | (en funciones) |
| TG Heinrich von der Mark (1782-1865)                                                                                   | 1 de febrero de 1848     | 5 de abril de 1848       | (en funciones) |
| MG Karl von Weishaupt (1787-1853)                                                                                      | 5 de abril de 1848       | 21 de noviembre de 1848  | |
| TG Wilhelm von Le Suire (1787-1852)                                                                                    | 21 de noviembre de 1848  | 29 de mayo de 1849       | |
| MG Ludwig von Lüder (1795-1862)                                                                                        | 29 de mayo de 1849       | 25 de marzo de 1855      | |
| TG Wilhelm Ritter von Manz (1804-1867)                                                                                 | 25 de marzo de 1855      | 13 de abril de 1859      | |
| MG Ludwig von Lüder | 13 de abril de 1859      | 12 de junio de 1861      | 2º periodo |
| MG Moritz Ritter von Spies (1805-1862)                                                                                 | 12 de junio de 1861      | 10 de octubre de 1862    | |
| TG Hugo Ritter von Bosch (1782-1865)                                                                                   | 11 de diciembre de 1861  | 20 de enero de 1862      | (en funciones por Ritter von Spies) |
| TG Bernhard von Heß (1792-1869)                                                                                        | 20 de enero de 1862      | 16 de junio de 1862      | (en funciones por Ritter von Spies) |
| MG Moritz von Spies | 16 de junio de 1862      | 10 de octubre de 1862(†) | |
| TG Bernhard von Heß | 10 de octubre de 1862    | 1 de marzo de 1863       | (en funciones después de la muerte de Ritter von Spies, 2ª vez) |
| MG Karl Friedrich von Liel (1799-1863)                                                                                 | 1 de marzo de 1863       | 7 de marzo de 1863(†)    | |
| TG Hugo Ritter von Bosch                                                                                               | 11 de julio de 1863      | 26 de julio de 1863      | (en funciones, 2ª vez) |
| TG Bernhard von Heß | 26 de julio de 1863      | 15 de agosto de 1863     | (en funciones, 3ª vez) |
| MG Eduard Ritter von Lutz (1810-1893)                                                                                  | 15 de agosto de 1863     | 1 de agosto de 1866      | |
| n/a Eduard Ritter von Rotberg (1799-1884)                                                                              | 1866                     | 1866                     | (en funciones) |
| MG Siegmund Freiherr von Pranckh (1821-1888)                                                                           | 1 de agosto de 1866      | 4 de abril de 1875       | |
| GdI Joseph Maximilian Ritter von Maillinger (1820-1901)                                                                | 4 de abril de 1875       | 1 de mayo de 1885        | |
| GdI Adolf Ritter von Heinleth (1823-1895)                                                                              | 1 de mayo de 1885        | 6 de mayo de 1890        | |
| GdI Benignus Ritter von Safferling (1825-1895)                                                                         | 6 de mayo de 1890        | 5 de junio de 1893       | |
| TG Adolph Freiherr von Asch zu Asch auf Oberndorff (1839-1906)                                                         | 5 de junio de 1893       | 4 de abril de 1905       | |
| GO Carl Graf von Horn (1847-1923)                                                                                      | 4 de abril de 1905       | 16 de febrero de 1912    | |
| GO Otto Freiherr Kreß von Kressenstein (1850-1929)                                                                     | 16 de febrero de 1912    | 7 de diciembre de 1916   | |
| TG Maximilian Freiherr von Speidel (1856-1943)                                                                         | 1916                     | 1916                     | (en funciones) |
| General der Kavallerie Philipp von Hellingrath (1862-1939)                                                             | 11 de diciembre de 1916  | 8 de noviembre de 1918   | |
| Minister für militärische Angelegenheiten (ministros de asuntos militares) de Baviera después de la revolución alemana |                          |                          | |
| Albert Roßhaupter (1878-1949)                                                                                          | 8 de noviembre de 1918   | 21 de febrero de 1919    | político del MSPD |
| Richard Scheid (1876-1962)                                                                                             | 1 de marzo de 1919       | 17 de marzo de 1919      | político del USPD |
| Ernst Schneppenhorst (1881-1945)                                                                                       | 18 de marzo de 1919      | 22 de agosto de 1919     | político del MSPD |